# La Dhuys (Métro Paris)
La Dhuys ist der Name einer Tunnelstation der Linie 11 der Pariser Métro. Sie befindet sich sowohl in Montreuil, Département Seine-Saint-Denis, als auch Rosny-sous-Bois, Département Seine-Saint-Denis, wenige Kilometer östlich der Pariser Stadtgrenze. Die Station liegt unter dem Boulevard de la Boissière in Montreuil und der Rue de la Dhuys in Rosny-sous-Bois.
Für den Bau der Station mussten mehrere Wohnhäuser abgerissen werden. Die RATP wird über einem der beiden Stationseingänge ein Wohnhaus mit 18 Sozialwohnungen und Läden errichten.
Der Name stammt vom Fluss Dhuis, dessen Wasser über das Aqueduc de la Dhuis geführt wird um Paris mit Wasser zu versorgen.
Die Eröffnung der Station erfolgte am 13. Juni 2024. Sie ist Teil der Verlängerung um sechs Stationen von Mairie des Lilas bis Rosny-Bois-Perrier. Die Bauarbeiten begannen am 10. Dezember 2016.
Der Projektname für diese Station war La Boissière.